# Jezioro Janowskie (województwo kujawsko-pomorskie)
Jezioro Janowskie – jezioro w woj. kujawsko-pomorskim, w powiecie brodnickim, w gminie Brzozie, leżące na terenie Garbu Lubawskiego.

## Dane morfometryczne
Powierzchnia zwierciadła wody według różnych źródeł wynosi od 62,5 ha do 63,2 ha.
Zwierciadło wody położone jest na wysokości 105,5 m n.p.m. lub 106,1 m n.p.m. Średnia głębokość jeziora wynosi 6,3 m, natomiast głębokość maksymalna 12,6 m.
W oparciu o badania przeprowadzone w 1997 roku wody jeziora zaliczono do II klasy czystości i II kategorii podatności na degradację.

## Hydronimia
Według urzędowego spisu opracowanego przez Komisję Nazw Miejscowości i Obiektów Fizjograficznych (KNMiOF) nazwa tego jeziora to Jezioro Janowskie. W różnych publikacjach i na mapach topograficznych jezioro to występuje pod nazwą Janówko lub też nazwa ta podawana jest jako nazwa oboczna.